# Île Interview
L'Île Interview est une île faisant partie des Îles Andaman.
Elle est située à 125 km au nord de Port Blair, et mesure 23 km de long sur 6,9 km de large.
En 2011, la population était de 16 personnes.
On y trouvait un phare qui a été détruit lors du séisme de décembre 2004 et a été reconstruit depuis.